# Tautra
Tautra är en ö i Trondheimsfjorden, Norge. Ön ligger i Frosta kommun i Trøndelag fylke, med Frosta som närmaste ort och inom synhåll från staden Trondheim. Ön är främst känd för Tautra kloster från 1200-talet. Sedan 1999 finns det nutida Tautra Mariakloster, det första cistercienserkloster som öppnat i Norge sedan reformationen i Norge.

## Historia
Tautra åtminstone periodvis varit bebodd sedan övergången från bronsålder till järnålder, och på öns nordligaste del finns fornfynd i form av en kokgrop daterat till 755–410 f.Kr. Även under vikingatid var ön bebyggd, med spår av båthus och gravrösen på södra Tautra.
Ön är dock främst känt från medeltiden, och särskilt 1200-talet, då ett cistercienserkloster anlades på öns norra del 1207. Klostret hade det latinska namnet Monasterium Santctæ Maria de Tuta insula, och var alltså helgat till Jungfru Maria. Klostret bedrev fiske, jordbruk med omfattande djurbesättning samt hantverk. De varor som inte behövdes i klostret såldes vidare. Klostret var också en stor markägare, och i börja av 1500-talet hörde 167 gårdar till klostret. Klostret avkristnades 1532, strax innan reformationen.
Periodvis har klostret och ön använts för olika militära ändamål, men i huvudsak har ön varit i privat ägo sedan 1660-talet.
Tautra Mariakloster är ett nytt nunnekloster, som tillhör cistercienserorden och grenen trappister. Klostret är beläget på södra delen av ön och grundades 1999. Det blev ett självständigt priorat den 25 mars 2006. Den prisbelönta klosterbyggnaden färdigställdes i juli 2006, och är ritad av Jensen & Skodvin Arkitektkontor. Två långa flyglar bildar ett slutet klosterområde, där den norra änden utgörs av klosterkyrkan. I koret utgör vyn ut över Trondheimsfjorden altartavla. Inom klosterområdet finns även en korsgång och mindre byggnader för klostrets verksamheter. Byggnaderna invigdes den 12 maj 2007 i närvaro av drottning Sonja, som visat ett särskilt intresse för klostrets tillkomst.

## Geografi
Tautra består av två huvudsakliga landmassor i sydväst och nordost, Søre Tautra och Nordre Tautra, förbundna av ett näs. Den norra delen består av ett kulturlandskap med betesmarker, åker, äng och träddungar. Den södra delen utgörs av ett större odlat parti, två granskogar och två vattenförekomster, varav den ena med bräckt vatten. Ön är 1,5 kvadratkilometer stor och 3,5 kilometer lång i sydväst-nordöstlig riktning.. Vid den smalaste punkten är ön cirka 70 meter bred; som bredast är den 1,0 kilometer. Den högsta punkten är 26 meter över havsytan. På öns östra sida finns en väg- och broförbindelse med fastlandet, över en 2,4 kilometer lång byggd fördämning över sundet Svaet.

## Flora och fauna
Tautra och sundet Svaet öster om ön är har ett omfattande fågelliv, och utgör häckningsplats för vattenfågel. På ön växer även norsk timjan (latin: thymus praecox), vattenmynta (norska: vassmynte), bergmynta (norska: kransmynte), mörkt kungsljus (norska: mørkkongslys), låsbräken (norska; marinøkkel) och orkidéer. Sedan 1984 finns skyddsföreskrifter för ön och sundet, som tilldelades Ramsar-status 24 juli 1985. Tautra med Svaet naturreservat og fuglefredningsområde i Frosta kommune inrättades med nya reservats- och fågelskyddsföreskrifter den 19 december 2003.
Svaet är ett relativt grunt vattenområde mellan ön och fastlandet, cirka 10–15 meter som djupast. Vid lågvatten torkar stora lerområden på och runt ön ut, och ger god tillgång av blötdjur som föda för fågellivet. Området är särskilt viktigt som rastplats för flyttfåglar, och för ejderns och svärtans ruggning. Tautra var tidigare känt för ett stort häckningsbestånd av ejder, men efter byggandet av en vägfördämning som fast vägförbindelse mellan ön och fastlandet 1979 påverkades föda negativt och rovdjur fick tillgång till ön. Fördämningen öppnades därför upp igen 2003, och ersattes delvis av en bro. Bottendjursfaunan har sedan dess hämtat sig, och rovdjurs vandring från fastlandet till ön har hindrats. Även om ejdern inte återetablerat sig som tidigare har ön ett rikt fågelliv.
Fårrasen Tautersau har fått namn efter Tautra, och förekom tidigare på ön. Historiskt har antagits att spanska och engelska får togs till ön av munkarna. Numera antas fåren i stället ha importerats under 1770-talet. Fåren uppskattades för den fina ullen, men är numera obetydliga för norsk fåravel.